# شارل سیگنابوس
شارل سیگنابوس (انگلیسی: Charles Seignobos; ۱۰ سپتامبر ۱۸۵۴ – ۲۴ آوریل ۱۹۴۲) تاریخ‌نگار فرانسوی که در زمینه تاریخ جمهوری سوم فرانسه فعالیت می‌کرد.